# Хойнацький Андрій Федорович
Андрі́й Фе́дорович Хойна́цький (1836 — 1888) — церковний і педагогічний діяч, протоієрей, історик української православної Церкви.

## Життєпис
Походив із містечка Полонне (сучасна Хмельницька область). Закінчив у 1863 році Київську духовну академію. Випускник (1859 року) та викладач (1863—1871), професор Волинської духовної семінарії в Кременці, з 1871 р. прийняв священний сан і викладав богословіє у Ніжинському Історико-філологічному інституті князя Безбородька.
Дослідник минулого Волині, зокрема Почаївської Лаври, народних обрядів і вірування. Статті в журналах і окремо:
- «Западнорусская церковная уния в ее богослужении и обрядах» (1871),
- «Очерки из истории православной церкви и древнего благочестия на Волыни» (1878),
- «Православие и Уния в лице двух своих защитников, преп. Іова Почаевского и Іосафата Кунцевича» (1882),
- «Лавра Почаевская» (1880—1883; поправлене видання 1897),
- Православие на Западе России в своих ближайших представителях или Патерик Волыно-Почаевский: в 2-х ч. М., 1886. XXIX, 472, VII с.
- Почаевская Успенская Лавра. Историческое описание / Под ред. Г. Я. Крижановского. Почаев, 1897. 524 с.
- Путеводитель по горе Почаевской. Изд. 4-е: испр. и доп. Н. И. Теодоровичем. Почаев: Тип. Почаево-Успенской Лавры, 1895. 212 с.
- Повесть историческая о святой чудотворной иконе Божией Матери Почаевской. Почаев: Типография Почаевской лавры, 1893. 116 с.
- Поучительные пути промысла в исторических судьбах Православия на Волыни. Душеполезное чтение. М., 1872. № 3. С. 309—333; № 4. С. 353—372.
- Очерки истории Нежинского Благовещенского монастыря. — Нежин, 1906.